# Zasada pełnego kosztu
Zasada pełnego kosztu – zasada, zgodnie z którą ceny są ustalane poprzez zsumowanie kosztów bezpośrednich, czyli jednostkowych kosztów pracy, kosztów surowców, energii, podatków – stopy narzutu (eng. mark-up) brutto, która zawiera zarówno normalną marżę zysku netto dla przemysłu, jak i odpis na pośrednie koszty.
Rozpatrując na przykład koszty pracy, otrzymujemy następujący wzór:
{\displaystyle p=(w/o)\cdot (1+g),}
gdzie:
{\displaystyle p} – ceny,
{\displaystyle w} – jednostkowe koszty pracy,
{\displaystyle o} – średnia produktywność pracy,
{\displaystyle g} – marża zysku brutto lub stopa narzutu brutto.
Po odpowiednich przekształceniach otrzymujemy następującą zależność:
{\displaystyle P=W-o+(1+G),}
gdzie duże litery {\displaystyle P} i {\displaystyle W} oraz wyrażenie {\displaystyle (1+G)} oznaczają stopę zmiany danej zmiennej na jednostkę czasu, czyli na przykład {\displaystyle P=(dp/dt)/p.}
Zasada pełnego kosztu umożliwia skuteczną analizę wpływu zmian kosztów i marż zysków, których osiągnięciu pomagają niedoskonale konkurencyjne rynki, na poziom cen.